# Aïn Chock
Aïn Chock (arabiska: عين الشق) är ett arrondissement och en arrondissementsprefektur i Casablanca i Marocko. Antalet invånare var 377 744 vid folkräkningen 2014.